# Brazil International 2009
Die Brazil International 2009 (auch São Paulo International 2009 genannt) im Badminton fanden vom 8. bis zum 11. Oktober 2009 in São Paulo statt.

## Sieger und Platzierte
| Disziplin    | Gold                                  | Silber                           | Bronze                            |
| ------------ | ------------------------------------- | -------------------------------- | --------------------------------- |
| Herreneinzel | Andrés Corpancho                      | Thomas Moretti                   | Luis Cereda                       |
| Herreneinzel | Andrés Corpancho                      | Thomas Moretti                   | Hugo Arthuso                      |
| Dameneinzel  | Cristina Aicardi                      | Claudia Rivero                   | Sandra Chirlaque                  |
| Dameneinzel  | Cristina Aicardi                      | Claudia Rivero                   | Lorena Duany                      |
| Herrendoppel | Antonio de Vinatea Martín del Valle   | Mario Cuba Bruno Monteverde      | Mathew Fogarty David Neumann      |
| Herrendoppel | Antonio de Vinatea Martín del Valle   | Mario Cuba Bruno Monteverde      | Francisco Cereda Andrés Corpancho |
| Damendoppel  | Cristina Aicardi Alejandra Monteverde | Katherine Winder Claudia Zornoza | Lorena Duany Renata Faustino      |
| Damendoppel  | Cristina Aicardi Alejandra Monteverde | Katherine Winder Claudia Zornoza | Marina Eliezer Fabiana Silva      |
| Mixed        | Alejandro Barriga Sandra Chirlaque    | Andrés Corpancho Lorena Duany    | Mario Cuba Katherine Winder       |
| Mixed        | Alejandro Barriga Sandra Chirlaque    | Andrés Corpancho Lorena Duany    | Bruno Monteverde Claudia Zornoza  |